# Sant Vincenç (Alt Loira)
Saint-Vincent és un municipi francès situat al departament de l'Alt Loira i a la regió d'Alvèrnia-Roine-Alps. L'any 2007 tenia 949 habitants.

## Demografia

### Població
El 2007 la població de fet de Saint-Vincent era de 949 persones. Hi havia 412 famílies de les quals 125 eren unipersonals (55 homes vivint sols i 70 dones vivint soles), 132 parelles sense fills, 136 parelles amb fills i 19 famílies monoparentals amb fills.
La població ha evolucionat segons el següent gràfic:
Habitants censats

### Habitatges
El 2007 hi havia 571 habitatges, 415 eren l'habitatge principal de la família, 108 eren segones residències i 48 estaven desocupats. 551 eren cases i 19 eren apartaments. Dels 415 habitatges principals, 337 estaven ocupats pels seus propietaris, 63 estaven llogats i ocupats pels llogaters i 15 estaven cedits a títol gratuït; 11 tenien dues cambres, 58 en tenien tres, 124 en tenien quatre i 222 en tenien cinc o més. 285 habitatges disposaven pel capbaix d'una plaça de pàrquing. A 177 habitatges hi havia un automòbil i a 187 n'hi havia dos o més.

### Piràmide de població
La piràmide de població per edats i sexe el 2009 era:
| Homes | Edats   | Dones |
| ----- | ------- | ----- |
| 0     | 95 o +  | 0     |
| 0     | 90 a 94 | 0     |
| 4     | 85 a 89 | 16    |
| 4     | 80 a 84 | 4     |
| 24    | 75 a 79 | 20    |
| 32    | 70 a 74 | 36    |
| 32    | 65 a 69 | 28    |
| 8     | 60 a 64 | 12    |
| 32    | 55 a 59 | 36    |
| 36    | 50 a 54 | 44    |
| 24    | 45 a 49 | 20    |
| 36    | 40 a 44 | 48    |
| 20    | 35 a 39 | 28    |
| 44    | 30 a 34 | 16    |
| 8     | 25 a 29 | 12    |
| 20    | 20 a 24 | 20    |
| 28    | 15 a 19 | 24    |
| 24    | 10 a 14 | 28    |
| 8     | 5 a 9   | 28    |
| 4     | 0 a 4   | 36    |

## Economia
El 2007 la població en edat de treballar era de 583 persones, 413 eren actives i 170 eren inactives. De les 413 persones actives 381 estaven ocupades (206 homes i 175 dones) i 31 estaven aturades (12 homes i 19 dones). De les 170 persones inactives 79 estaven jubilades, 42 estaven estudiant i 49 estaven classificades com a «altres inactius».

### Ingressos
El 2009 a Saint-Vincent hi havia 407 unitats fiscals que integraven 950 persones, la mediana anual d'ingressos fiscals per persona era de 17.098,5 €.

### Activitats econòmiques
Dels 27 establiments que hi havia el 2007, 1 era d'una empresa extractiva, 1 d'una empresa alimentària, 4 d'empreses de fabricació d'altres productes industrials, 4 d'empreses de construcció, 4 d'empreses de comerç i reparació d'automòbils, 1 d'una empresa de transport, 5 d'empreses d'hostatgeria i restauració, 1 d'una empresa d'informació i comunicació, 1 d'una empresa de serveis, 2 d'entitats de l'administració pública i 3 d'empreses classificades com a «altres activitats de serveis».
Dels 6 establiments de servei als particulars que hi havia el 2009, 2 eren paletes, 1 fusteria, 1 electricista i 2 restaurants.
L'únic establiment comercial que hi havia el 2009 era una fleca.
L'any 2000 a Saint-Vincent hi havia 26 explotacions agrícoles que ocupaven un total de 561 hectàrees.

## Equipaments sanitaris i escolars
L'únic equipament sanitari que hi havia el 2009 era una ambulància.
El 2009 hi havia 2 escoles elementals.

## Poblacions més properes
El següent diagrama mostra les poblacions més properes.